# Музей Ніссім-де-Камондо

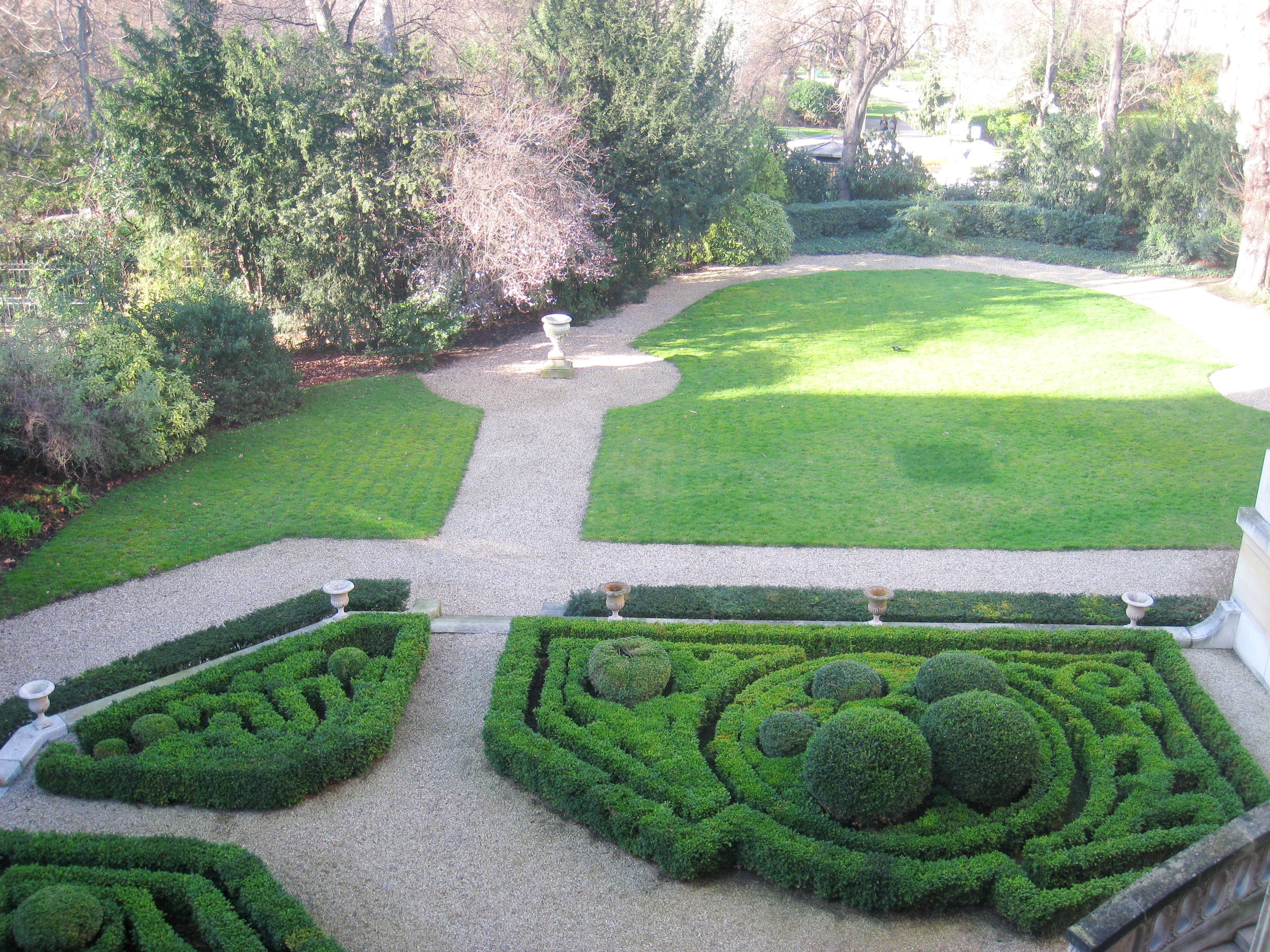
Музейний сад

Музей Ніссім-де-Камондо (фр. Musée Nissim-de-Camondo) — паризький музей декоративно-вжиткового мистецтва, підрозділ організації Les Arts Décoratifs, містить багату колекцію предметів XVIII століття. Знаходиться в 8-му окрузі Парижа, поряд з парком Монсо.

## Історія
Граф Мойсей де Камондо (фр. Moïse de Camondo) успадкував 1910 року особняк, що належав його батькам з 1873 року. Граф розпорядився зруйнувати будівлю, щоб на його місці побудувати новий особняк, в якому можна було б розмістити значну колекцію графа предметів XVIII століття.
Граф Камондо прожив у цьому особняку до своєї смерті в 1935 році. До кінця життя він продовжував розширювати колекцію музею. Згідно із заповітом графа, музей після його смерті був названий ім'ям Ніссім де Камондо — так звали сина графа, військового льотчика, який загинув під час Першої світової війни.
Сьогодні будинок підтримується так, ніби це все ще приватний будинок, збережений у своєму первісному стані. Для відвідувачів відкриті три поверхи — нижній цокольний (кухні), верхній цокольний (офіційні зали), перший поверх (приватні апартаменти) і сад. До комплексу також входять господарські будівлі, збудовані у 1863 році і розширені графом Ніссімом Камондо; пізніше вони були модифіковані його сином Мойсеєм.
Обстановка будинку включає крісла з голчастими спицями та роботи майстрів Королівського сховища меблів (Garde-Meuble de la Couronne), таких як Жан-Франсуа Обен, Жан-Анрі Різенер та Жорж Жакоб. Підлоги встелені килимами Савоннері, витканими у 1678 році для Великої галереї Лувру.
Стіни прикрашають гобелени (багато Бове або Обюссона) та картини, серед яких портрети Елізабет-Луїзи Віже Ле Брюн, пейзажі Гварді та Юбера Робера, а також сцени полювання Жана-Батіста Удрі. Особливий інтерес викликають сервізи, особливо срібний столовий сервіз Орлоффа, виготовлений на замовлення Катерини II російським ювеліром Жаком-Ніколя Реттьє у 1770 році, а також порцелянові сервізи Бюффона, виготовлені у Севрі у 1780-х роках, з пташиною тематикою. Серед інших визначних об'єктів — бюст Жана-Антуана Гудона, барельєфи, китайські вази та кришталеві люстри.
У лютому 2020 року музей був закритий через світову пандемію COVID-19. Станом на травень 2022 року музей відкрито після закриття у лютому 2020 року через світову пандемію COVID-19.

## Колекція
Серед меблів музею є твори таких визначних майстрів Королівської меблевої палати (Garde Meuble Royal), як Жан-Франсуа Ебен, Жан Анрі Різенер та Жорж Якоб. На стінах вивішені килими, виготовлені 1678 року на Мануфактурі Савоннрі (Manufacture de la Savonnerie) для Великої галереї Лувра. Представлені також килими з Обюссонської мануфактури (Tapisserie d'Aubusson) та Мануфактури Бове.
Серед полотен є твори Елізабет Віже-Лебрен, пейзажі Франческо Гварді та картини з мисливськими сценами Жана-Батіста Удрі. Особливої уваги заслуговує столове срібло Орлофф, виготовлене 1770 року Жаком-Нікола Ретьє, порцеляновий сервіз Бюффона з орнітологічним оздобленням, виготовлений 1780 року на Севрській мануфактурі. В колекції музею є також бюсти роботи Жана-Антуана Гудона, барельєфи, китайські вази, старовинні кришталеві люстри.

## Галерея

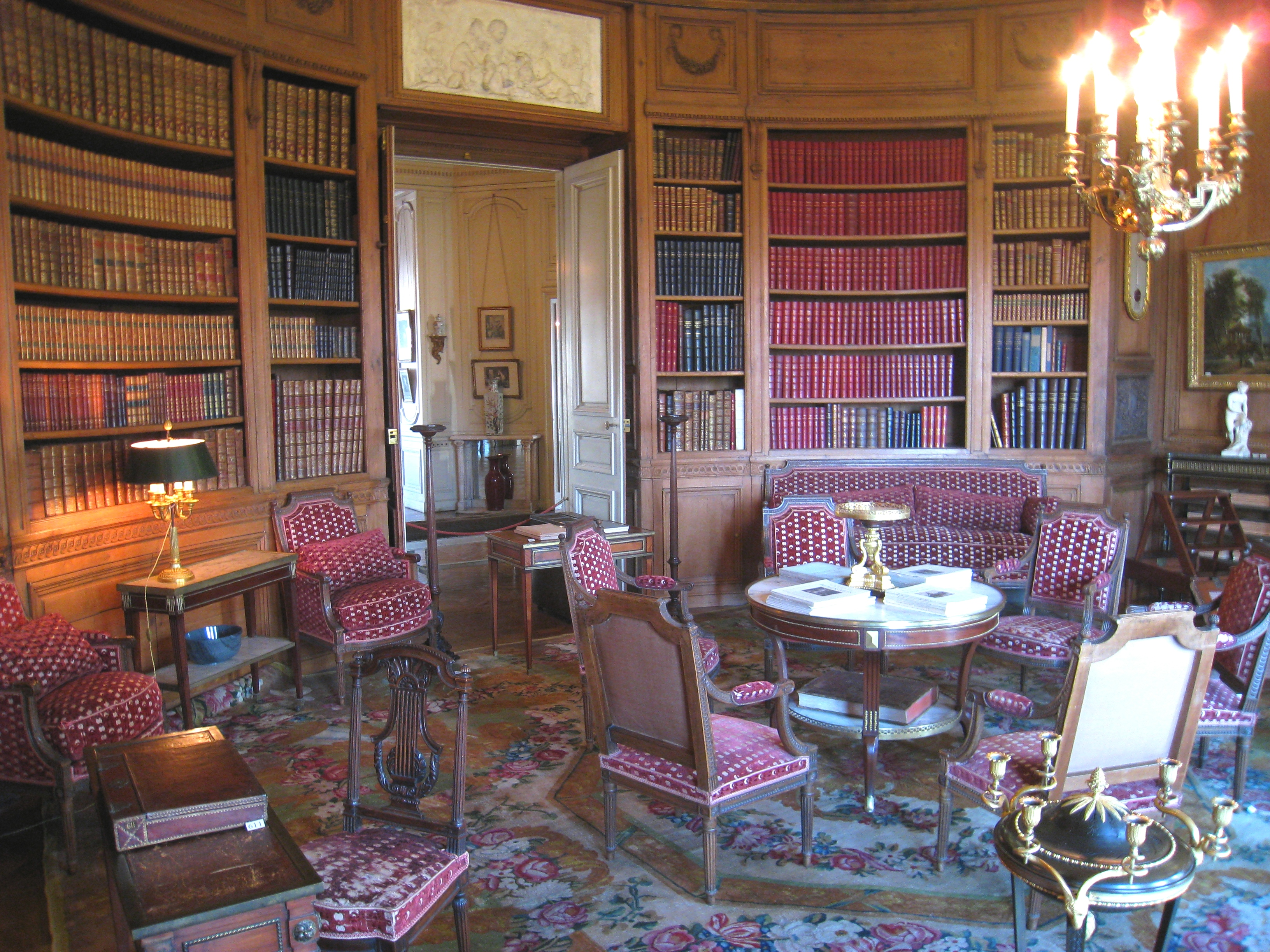
Бібліотека
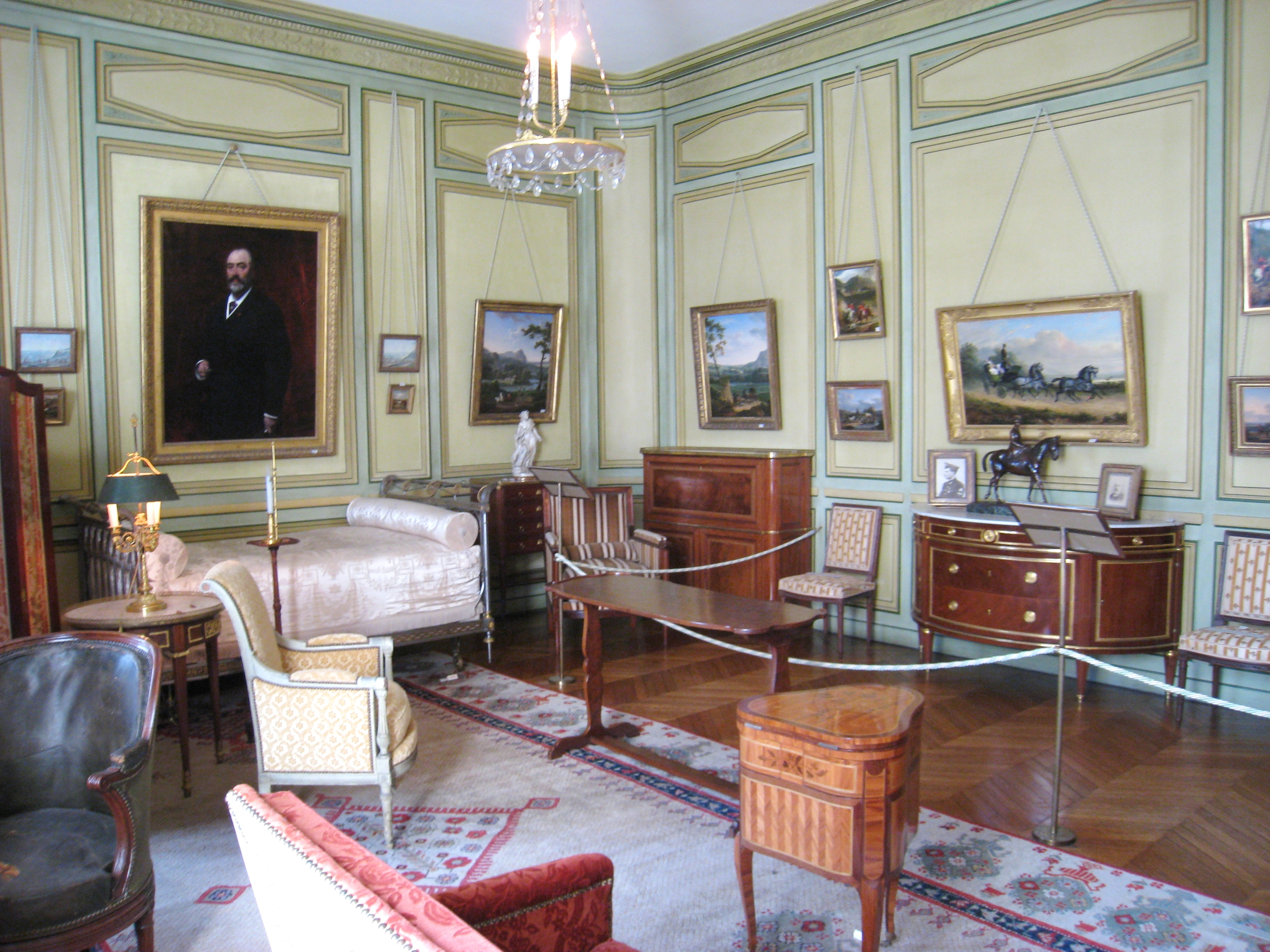
Спальня
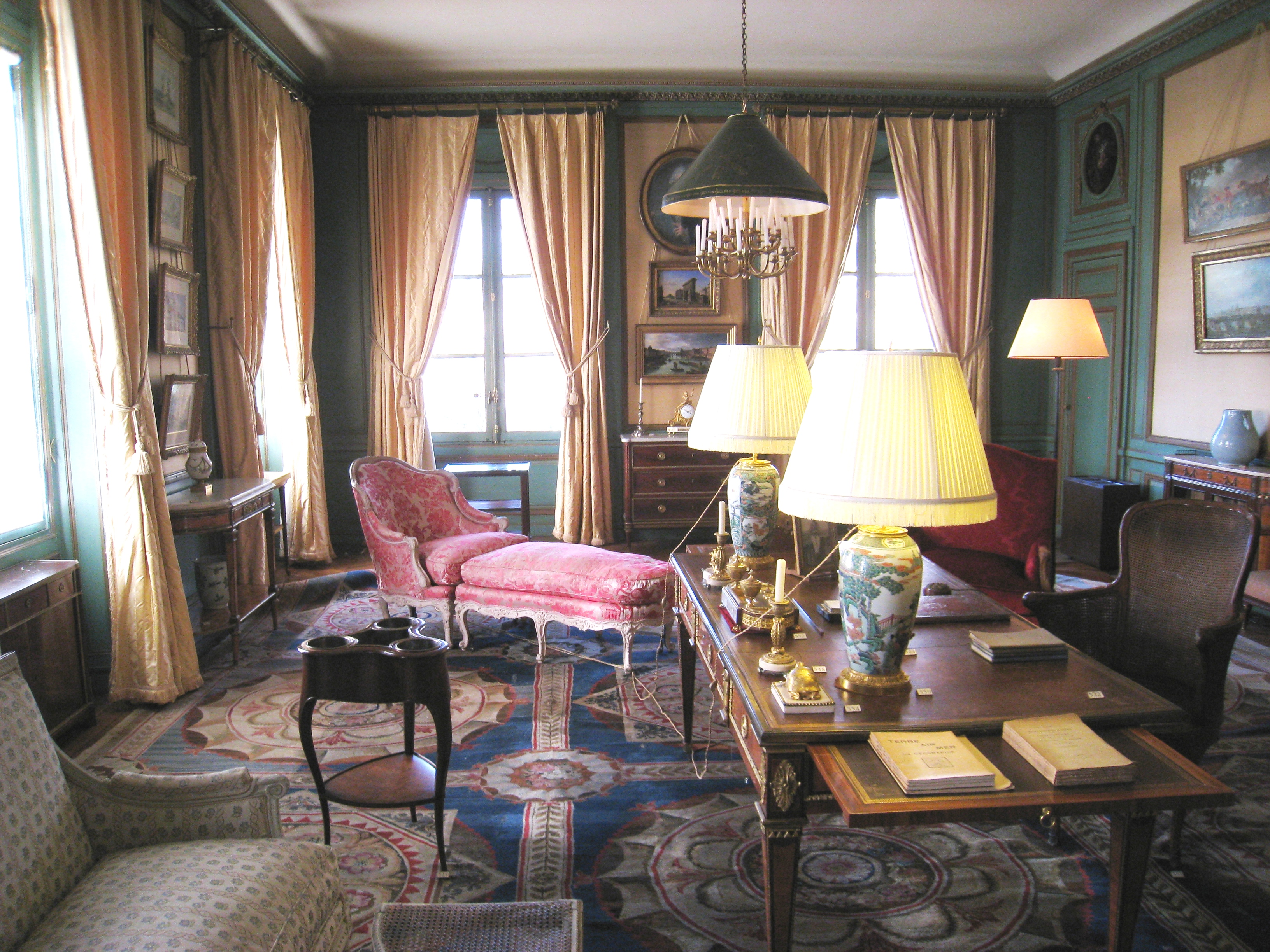
Блакитний салон
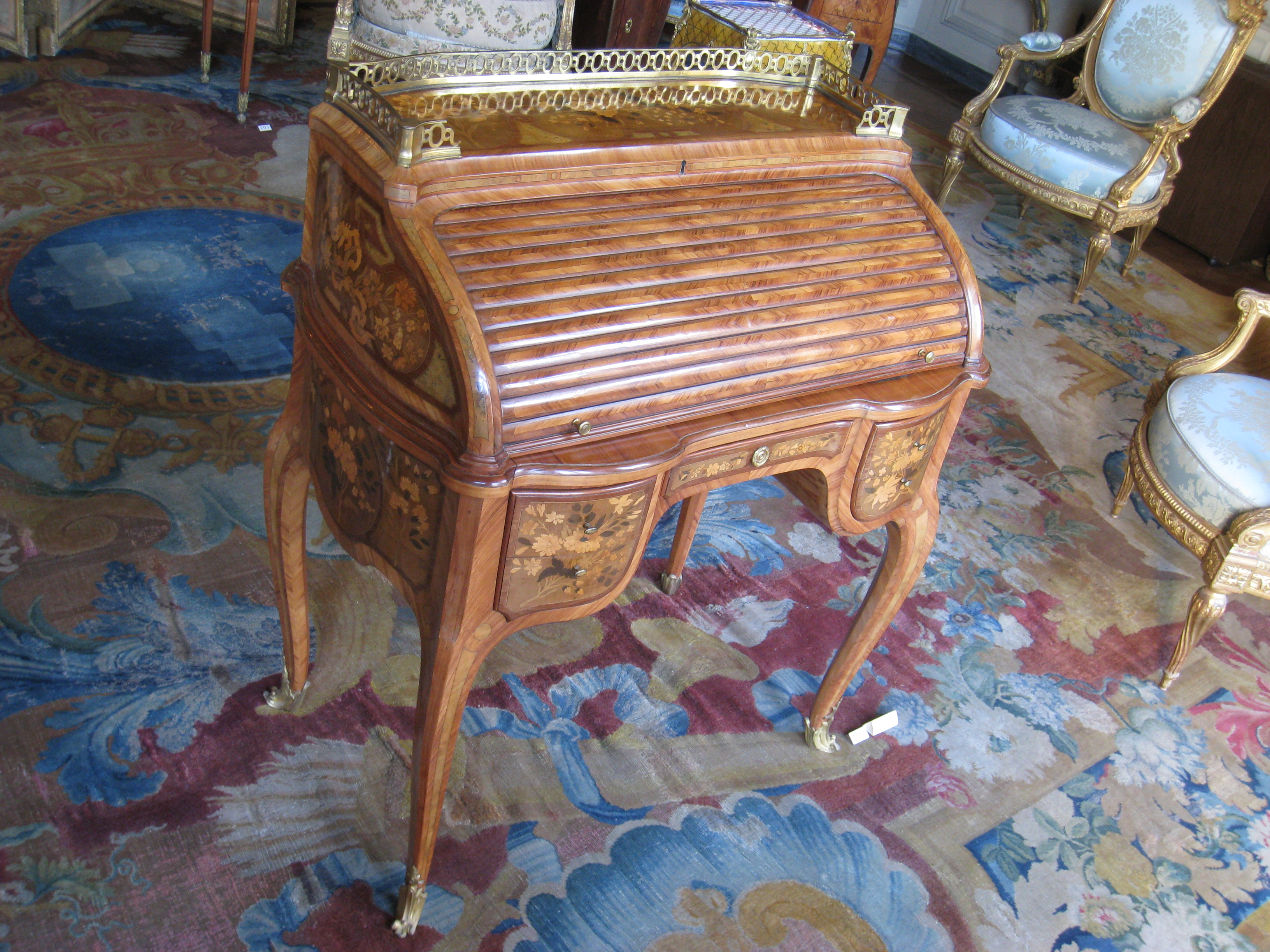
Секретер роботи Жана-Франсуа Ебена

## Практична інформація
- Музей розташований в VIII окрузі Парижа, найближчі станції метро — Villiers і Monceau.
- Адреса: 63, rue de Monceau, 75008 Paris
- Час роботи:
  - вівторок, середа, п'ятниця: 11:00 — 18:00
  - четвер: 11:00 — 21:00
  - субота, неділя: 10:00 — 18:00